# Capocesto
Capocesto (in croato: Primošten, pron. ˈprimɔʃtɛn) è un comune della Croazia sul mare Adriatico.

## Geografia ed economia
Il paese sorge su una penisola tondeggiante nella Dalmazia centrale, circa 20 km a sud di Sebenico e una sessantina di chilometri a nord di Spalato. Anticamente borgo di pescatori, dagli anni Sessanta è diventato una meta turistica grazie alle vicine spiagge (particolarmente apprezzata è quella della piccola radura o Mala Raduča, tra le più belle della Croazia). L'economia di Capocesto rimane di natura tradizionale: oltre al turismo le principali attività sono la pesca e la coltivazione dell'olivo e della vite.

Di fronte al porto di Capocesto (Primoštenka luka) si trovano alcuni isolotti e scogli, il maggiore dei quali è Maslignago.

## Storia
Originariamente la penisola di Capocesto era una piccola isola rocciosa: questa fu dapprima unita alla terraferma con un ponte mobile ed infine tramite un terrapieno artificiale venne creato l'istmo ancor oggi visibile. Il nome croato del paese, risalente al 1564, riflette questa origine (primostiti, verbo che significa "gettare un ponte su qualcosa"), mentre il toponimo italiano deriva dal latino Caput Cistae.
Capocesto appartenne per svariati secoli alla Repubblica di Venezia e a tale periodo deve la sua attuale fisionomia. Sul punto più alto della penisoletta sorge la chiesa parrocchiale di San Giorgio (1485, rest. 1760), che è la più antica testimonianza storica del paese. Altri luoghi di interesse sono la chiesa della Madonna delle Grazie (1553), quella di San Rocco (1680) e le mura veneziane del XVII secolo.
Promessa all'Italia nel Patto di Londra, passò, nonostante questo, al Regno dei Serbi, Croati e Sloveni nel 1921. Dal 1941 al 1943 fu annessa al Regno d'Italia così come larga parte della Dalmazia e fu inclusa successivamente nel Governatorato della Dalmazia, nell'ampliata provincia di Zara (come frazione del comune di Sebenico). Nel 1945, dopo la fine della seconda guerra mondiale, Capocesto entrò a far parte della Repubblica Socialista di Croazia, stato federato della Jugoslavia, per poi passare alla Croazia indipendente nel 1991.

## Società

### La presenza autoctona di italiani
È presente una piccola comunità di italiani autoctoni che rappresentano una minoranza residuale di quelle popolazioni italofone che abitarono per secoli la penisola dell'Istria e le coste e le isole del Quarnaro e della Dalmazia, territori che appartennero alla Repubblica di Venezia. La presenza degli italiani a Capocesto è drasticamente diminuita in seguito agli esodi che hanno seguito la prima e la seconda guerra mondiale.
Secondo lo storico Giotto Dainelli, la minoranza italiana è quasi scomparsa tra la seconda metà dell'ottocento e gli inizi del novecento, quando ancora esistevano alcune famiglie italiane. Intorno al 1850 si leggevano nei registri parrocchiali della chiesa di San Giorgio le seguenti famiglie con cognomi come Scarin, Gracin, Parghin, Cobana, Sermuda, Savich, Milisca e Michelin.
Oggi, secondo il censimento ufficiale croato del 2011, esiste a Capocesto una piccolissima minoranza di italiani, pari al 0,07% della popolazione complessiva.

## Curiosità
La famiglia de' Vidovich (da cui discende Ottavio Missoni per lato materno) porta il titolo di conti di Capocesto e Rogosnizza.

## Località
Il comune di Capocesto è suddiviso in sei frazioni (naselja):
- Capocesto (Primošten), sede comunale
- Capocesto Burgni (Primošten Burnji)
- Cruscevo (Kruševo)
- Siroche o Sirocca (Široke)
- Vadagli o Vadaglio (Vadalj)
- Vesaz o Vesazzo (Vezac)

## Galleria d'immagini

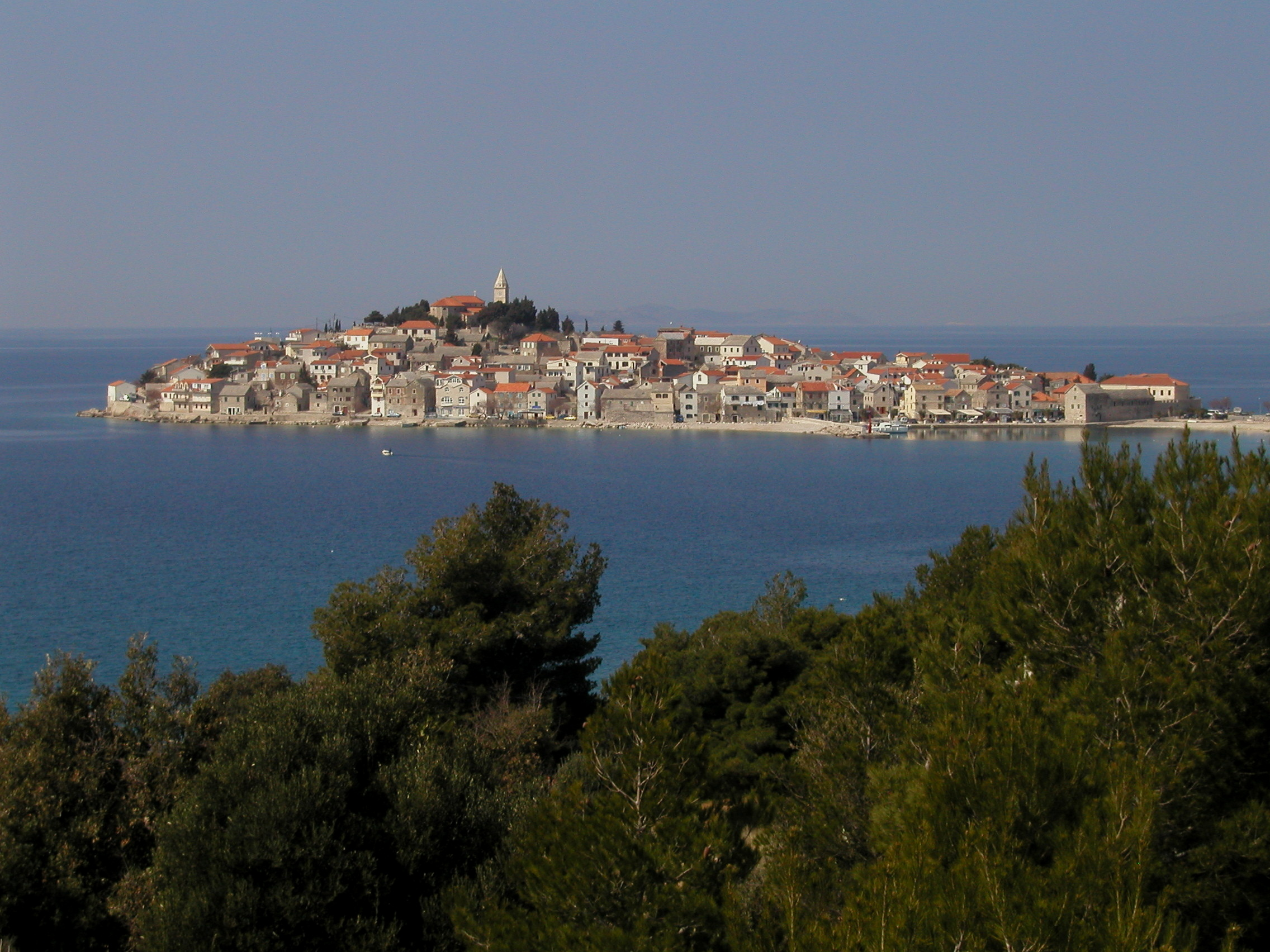
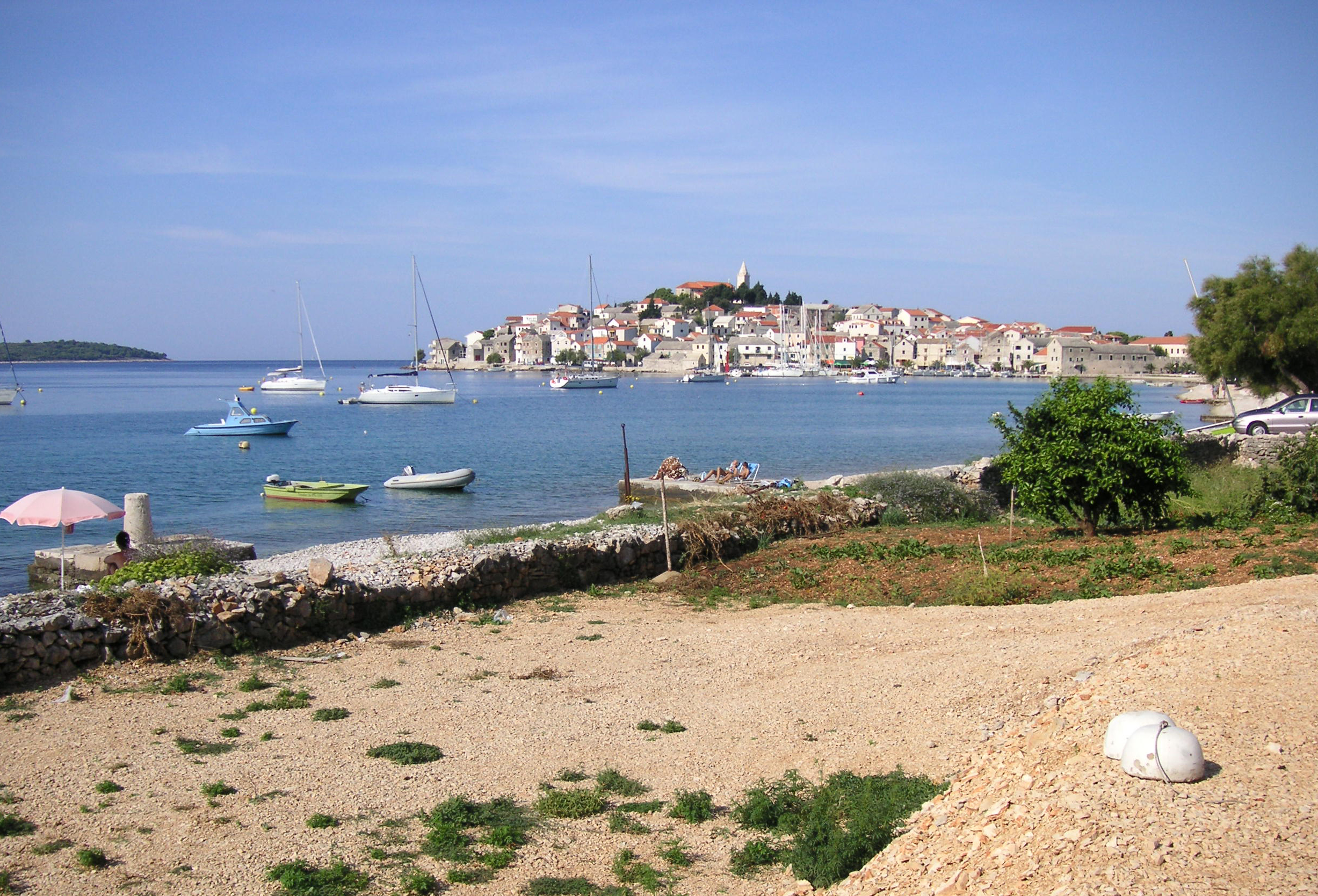
Dettaglio delle spiagge
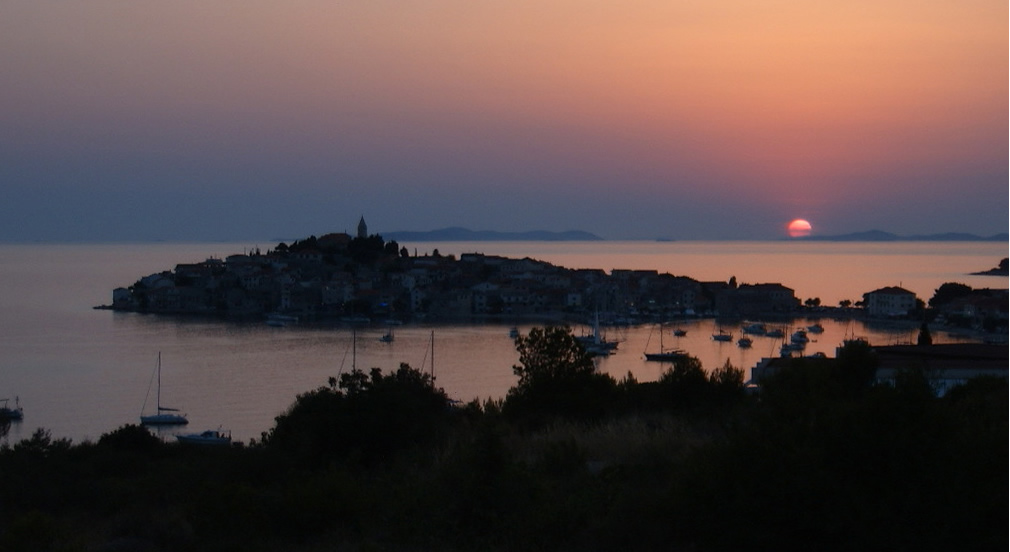
Capocesto al tramonto
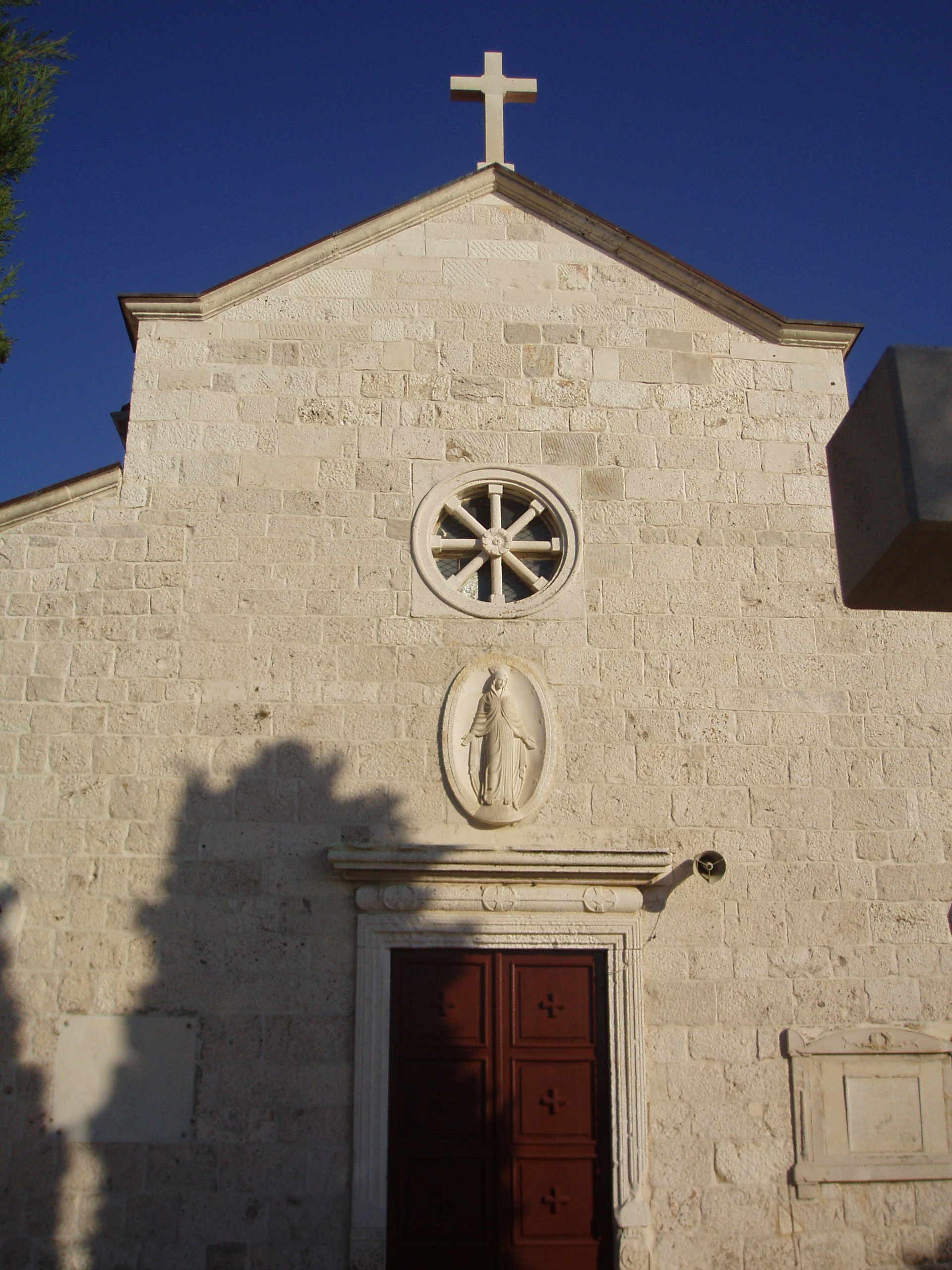
Chiesa della Madonna delle Grazie